# Jan Schapp
Jan Schapp (* 31. Oktober 1940 in Aurich) ist ein deutscher Rechtswissenschaftler, Rechtsphilosoph und emeritierter Hochschullehrer an der Justus-Liebig-Universität Gießen. Schwerpunkte in Schapps Lebenswerk liegen in der Entwicklung von Grundlinien des Rechts, und zwar in Form einer Anspruchskonzeption des Zivilrechts in römischer-rechtlicher Tradition sowie in der Aufklärung der Freiheitsproblematik aus der Verfassung vor dem Hintergrund der theologischen und philosophischen Freiheitsbegriffe.

## Leben
Schapp studierte ab 1959 Rechtswissenschaften und Philosophie an den Universitäten Göttingen und Münster. 1960 wurde er Mitglied des Corps Bremensia Göttingen. 1964 legte er sein Erstes Juristisches Staatsexamen ab. An der Universität Bochum promovierte Schapp 1966 bei Hermann Lübbe zum Dr. phil. 1970 legte er sein Zweites Juristisches Staatsexamen ab und arbeitete danach zunächst als Rechtsanwalt, bevor er sich als wissenschaftlicher Assistent von Harry Westermann seiner juristischen akademischen Karriere widmete. Unter Betreuung Westermanns schloss Schapp an der Universität Münster 1977 sein Habilitationsverfahren ab. Damit erhielt er die Venia legendi für die Fächer Bürgerliches Recht und Rechtsphilosophie. Ab dem Wintersemester 1978/79 hatte er den Lehrstuhl für Bürgerliches Recht und Rechtsphilosophie an der Universität Gießen inne, wo er bis zu seiner Emeritierung 2006 lehrte und forschte.
Jan Schapp ist ein Sohn von Wilhelm Schapp (1884–1965) und dessen Frau Luise geb. Groeneveld (1912–2016). Er ist ein Neffe von Theodor Schapp (1877–1959).

## Wissenschaftliches Werk

### Zum Verhältnis von Privatrecht und öffentlichem Nachbarrecht
Schapp geht auf die in den 1970er Jahren vieldiskutierte Problematik des Verhältnisses von privatrechtlichem und öffentlich-rechtlichem Nachbarrecht ein. In beiden Rechtsgebieten wurde der Begriff Nachbarrecht als Schutz eines Grundstücks vor den Immissionen eines anderen Grundstücks verstanden. Während im Privatrecht ein statischer Abgrenzungsbegriff der Ortsüblichkeit vorherrscht, ist im öffentlichen Recht die Planungsentscheidung maßgeblich, die auf die Raumentwicklung bezogen war. Das Recht stellte keine Maßstäbe für eine Abgrenzung dieser beiden Entscheidungen zur Verfügung. Schapp thematisiert das Verhältnis dieser beiden Entscheidungen. Dabei behandelt er den Konflikt mehrerer Grundstücke um die zulässige Raumnutzung rechtstheoretisch und in der praktischen Anwendung auf das private und öffentliche Recht.
Schapp verdeutlicht hierbei, dass für denselben Konflikt die Konkurrenz der Entscheidungen mit unterschiedlichen Maßstäben mit dem Begriff des Rechts nicht vereinbar ist, da nur eine Entscheidung maßgeblich sein kann. Er entscheidet sich für die öffentlich-rechtliche Entscheidung, da diese den Konflikt umfassender ins Auge fassen kann. Konsequent führt das zu einer Aufwertung des im öffentlichen Recht gewährten Rechtsschutzes (Öffentlich-rechtlicher Nachbarschutz). Die beiden Werke Schapps zum subjektiven Recht von 1977 und zum Nachbarrecht von 1978 schufen Grundlagen des damals in den Anfängen stehenden Umweltschutzrechts.
Für Schapp ist die Rechtsnorm bzw. das Gesetz nicht die letzte Instanz zur Begründung subjektiver Rechte. Vielmehr begründet das Gesetz nach Schapp einen Anspruch nicht in einem „leeren Raum“, sondern in einem strukturierten Sachzusammenhang "Wirtschaft und Persönlichkeit", in dem aus gegensätzlichen Interessen Konflikte entstehen, die das Gesetz entscheidet. Damit schafft Schapp einen bis dahin fehlenden, jenseits des positiven Rechts der Gesetze und doch in der vollen Wirklichkeit der Lebenswelt liegenden Ausgangspunkt für die Erörterung und das Verständnis des Phänomens „subjektives Recht“. Die Anerkennung des Anspruchs als Recht geschieht nach Schapp nicht willkürlich oder bloß faktisch durch den Gesetzgeber. Sie beruht auf den Gegebenheiten des Lebenssachverhalts, ist aber aus ihm nicht ablesbar, sondern muss durch „juristische Arbeit“, durch „Finden“ der Voraussetzungen, als Konfliktlösung, d. h. als „gerechte Entscheidung“, ermittelt werden. Nach dieser von Schapp erarbeiteten Grundlinie des Rechts kann der entscheidende Träger für das öffentliche Recht nicht mehr das Über-/ Unterordnungsverhältnis von Staat und Bürger sein, sondern ein Rechtsverhältnis zwischen Staat und Bürger, in dem beide einander grundsätzlich auf gleicher Höhe gegenübertreten.

### Freiheit, Moral und Recht
In seiner Arbeit zum subjektiven Recht legt Schapp eine von der Problematik der Freiheitsmetaphysik unbelastete Erfassung von Eigentum und Recht vor. In den 1990er Jahren versucht Schapp dann die Frage zu klären, einen christlich-theologisch konzipierten Freiheitsbegriff in ein Verhältnis zu einer eher technisch-funktionalen Auffassung des Rechtes zu setzen. Er begreift dazu die Freiheitsmetaphysik ihrerseits als Ausdruck der Lösung eines menschlichen Konflikts, um damit den Anschluss an das Recht zu finden. Diese mit der christlichen Heilsgeschichte begründete Deutung der Metaphysik durch Schapp unterscheidet zwei Begriffe der Freiheit: Frei ist der Mensch in der Entscheidung zum Abfall von Gott, und frei ist er in dem ihm geschenkten Glauben an Gott, der diesen Abfall überwindet. Die eine Freiheit ist das Problem, die andere die Lösung. Nur in der Heilsgeschichte gelingt es, diese beiden Freiheiten zusammenzubinden. Es ist diese Deutung der Heilsgeschichte als Konfliktlösung, die zuvor nicht gesehen wurde und die den Bezug der Begriffe Freiheit und Moral zum Recht eröffnet.
Schapp stellt seine Erkenntnisse auch in einen Zusammenhang mit der abendländischen Philosophie. So ähnelt nach Schapp Platons Dialog Der Staat strukturell der christlichen Heilsgeschichte. Begierden und Vernunft treten in der menschlichen Seele einander als Konflikt gegenüber. Die Begierden neigen zum Exzess, und die Aufgabe der Vernunft ist es, diesen Exzess zu mäßigen. Die Bindung an Gott wird bei Platon durch die Schau der Idee des Guten ersetzt. Damit öffnet Schapp neben der christlichen Heilslehre eine alternative Sicht auf den Zusammenhang von Recht, Freiheit und Moral.
Schapp weist darauf hin, dass unsere Verfassung nicht ohne diesen doppelten Begriff der Freiheit verständlich ist. Die Freiheit der Grundrechte bedarf der Beschränkung durch die Freiheit der Gesetzgebung. Dabei ist die Freiheit der Grundrechte selbst doppelschichtig im vorgenannten Sinn: Im Grundrecht wird das Belieben des Einzelnen durch die Institution beschränkt, innerhalb derer dieses Belieben ausgeübt werden kann. Im Übrigen sind im Sinne des Grundgesetzes alle Grundrechte Freiheiten. Mit dem Begriff der Grundrechte ist also von vornherein eine Mehrheit von Freiheiten angesprochen. Rechte sind Freiheiten.

### Methodenlehre des Rechts
Schapp stellt die Methodenlehre des Rechts auf eine neue Grundlage. Im Mittelpunkt steht nicht mehr die Frage nach den einen allgemeinen Kriterien für die Gesetzesauslegung, sondern das Verhältnis von Fall, Gesetz und richterlicher Entscheidung. Gesetz und Richterspruch begreift er als Entscheidung von Konflikten einer vorausgesetzten Lebenswirklichkeit. Diese Konfliktentscheidung erfolgt auf Grund der Lehre vom Anspruch, die er als System des Zivilrechts entfaltet. Schapp bietet damit eine Methodenlehre als Konzeption für Lehre und Studium des Rechts an. Zugleich macht er Züge einer künftigen europäischen Rechtswissenschaft deutlich. Er rückt die Methodenlehre in das Zentrum von Recht und Rechtswissenschaft.

### Schapps Lehre in der Tradition der Phänomenologie
Schapps Lehre ist im Zusammenhang mit der Phänomenologie zu verstehen. Schapp steht in der Tradition seines Vaters Wilhelm Schapp, der Schüler von Edmund Husserl war, des Begründers der Phänomenologie. In der Sicht der Phänomenologie beginnen Wissenschaft und Philosophie nicht aus dem Nichts heraus. Der sie Betreibende knüpft vielmehr immer an eine schon vorhandene Welt und damit an einen vorhandenen Bestand an Wissenschaft und Philosophie an. Er sieht seine Lehre im Zusammenhang mit dem gerichtlichen Fall, dem Gesetz und der richterlichen Entscheidung. Für Schapp ist Phänomenologie der Versuch, „die Sachen selbst“ anstelle scientistischer oder ideologischer Vorurteile zum Ausgangspunkt des Nachdenkens zu nehmen und Lösungen zu gewinnen. Vor diesem Hintergrund ist zum einen das „Subjektive Recht“ zu verstehen, wie es Schapp analysiert (s. Kap. 2.1.). Andererseits ist auch die Konfliktssicht zum Begriff Freiheit und ihre Diskussion vor dem Hintergrund der abendländischen Philosophie Platons (s. Kap. 2.2.), der christlichen Heilsgeschichte und der Aufklärung in einem phänomenologischen Rahmen zu verstehen; Freiheit ist demnach „eine Geschichte, die erzählt werden muss“ (Narrativ (Sozialwissenschaften)). Die Suche nach der Wahrheit führt mit dieser Methode zu vielen Wahrheiten.

### Herausgabe des Gesamtwerks und Nachlasses von Wilhelm Schapp
Jan Schapp ist seit 1976 (Mit-)Herausgeber des Gesamtwerks und des philosophischen Nachlasses von Wilhelm Schapp.

## Werke
Literaturverzeichnis bis 2010 in: Patrick Gödicke, Horst Hammen, Wolfgang Schur, Wolf-Dietrich Walker (Hrsg.): Festschrift für Jan Schapp zum siebzigsten Geburtstag. Mohr Siebeck, Tübingen 2010.
Monographien
- Sein und Ort der Rechtsgebilde – Eine Untersuchung über Eigentum und Vertrag. Martinus Nijhoff, Den Haag 1968 (Dissertation).
- Das subjektive Recht im Prozess der Rechtsgewinnung. Duncker & Humblot, Berlin 1977, ISBN 3-428-03849-5.
- Das Verhältnis von privatem und öffentlichem Nachbarrecht. Duncker & Humblot, Berlin 1978, ISBN 3-428-04041-4 (Habilitationsschrift).
- Hauptprobleme der juristischen Methodenlehre. Mohr Siebeck, Tübingen 1983, ISBN 3-16-644642-7.
- Grundfragen der Rechtsgeschäftslehre. Mohr Siebeck, Tübingen 1986, ISBN 3-16-645122-6.
- Methodenlehre des Zivilrechts. UTB, Stuttgart 1998, ISBN 3-8252-2016-8.
- mit Wolfgang Schur: Einführung in das bürgerliche Recht. 4. Auflage. Vahlen, München 2007, ISBN 978-3-8006-3354-8.
- Über Freiheit und Recht – Rechtsphilosophische Aufsätze 1992–2007. Mohr Siebeck, Tübingen 2008, ISBN 978-3-16-155290-8.
- Methodenlehre und System des Rechts. Aufsätze 1992–2007. Mohr Siebeck, Tübingen 2009, ISBN 978-3-16-150167-8.
- mit Wolfgang Schur: Sachenrecht. 4. Auflage. Vahlen, München 2010, ISBN 978-3-8006-3677-8.
- Freiheit, Moral und Recht. 2. Auflage. Mohr Siebeck, Tübingen 2017, ISBN 978-3-16-155290-8.

Aufsätze seit 2010
- In Geschichten verstrickt – Hirnforschung und Philosophie der Geschichten. In: Gießener Hochschulgespräche und Hochschulpredigten der ESG, XX WS 2010/11. herausgegeben von Wolfgang Achtner, u. a. Gießen 2011.
- Das Enthymem in der juristischen Methodenlehre. In: Das Enthymen Zur Rhetorik des juridischen Begründers. (= Rechtstheorie. Band 42). Heft 4, 2011, S. 539–552.
- Der Fall in der juristischen Methodenlehre: Subsumtion, Schlüsselbegriff der juristischen Methodenlehre. herausgegeben von Gottfried Gabriel und Rolf Gröschner. Tübingen 2012, S. 227–257.
- Über Ethik, Freiheit und Recht. In: Ad Legendum. 1/2012, S. 8–15.
- Sprache, Gesetz und Recht. In: Zeitschrift für Rechtsphilosophie. Heft 1/2013, S. 60–76.
- Der Fall – Geschichte und Erzählung. In: Julis Arno u. a. (Hrsg.): Positivität, Normativität und Institutionalität des Rechts, Festschrift für Werner Krawietz zum 80. Geburtstag. Berlin 2013, S. 433–446.
- Nikolaus von Kues und seine Bedeutung für die heutige Zeit. In: Wolfgang Achtner u. a. (Hrsg.): Gießener Hochschulgespräche und Hochschulpredigten des ESG, XXVII WS 2014/15. Gießen 2015.
- Die Reale Rechtslehre – ein Schlüssel zum Verständnis des Rechts? In: Horst Hammen (Hrsg.): Von einer idealen Rechtsphilosophie zur Realen Rechtslehre – und wohin dann? Wandlungen im rechtsontologischen Denken Ernst Wolfs. Frankfurt am Main 2015, S. 31–49.

Herausgegebene Werke
- Wilhelm Schapp: Philosophie der Geschichten. 3., überarbeitete Auflage. herausgegeben von Karen Joisten und Jan Schapp (mit einem Zugang zur Philosophie der Geschichten von Karen Joisten und einem Nachwort der Herausgeber). Frankfurt am Main, 2015.
- Wilhelm Schapp: Werke aus dem Nachlass. herausgegeben von Karen Joisten und Jan Schapp. Band 1, 2  und 3. Auf dem Weg einer Philosophie der Geschichten, Teilband I, II und III, herausgegeben von Karen Joisten, Jan Schapp und Nicole Thiemer, Freiburg/München 2016, 2017, 2018.